# Kashashi
Kashashi è una circoscrizione rurale (rural ward) della Tanzania situata nel distretto di Siha, regione del Kilimangiaro. Conta una popolazione di 6 694 abitanti (censimento 2012).